# Flæskeklanner
Flæskeklanner (Dermestes lardarius) er en bille på cirka 6-9 millimeters længde. Billen kan virke lodden på ryggen. Den kan om sommeren ses i spisekammeret og andre steder, hvor der opbevares fødevarer.